# Кокаша
Кокаша (каз. Көкаша) — упразднённое село в Аральском районе Кызылординской области Казахстана. Входило в состав Каракумского сельского округа. Код КАТО — 433243500. Упразднено в 2018 г.

## Население
В 1999 году население села составляло 208 человек (113 мужчин и 95 женщин). По данным переписи 2009 года, в селе проживали 34 человека (23 мужчины и 11 женщин).